# Matilde II de Bourbon
Matilde II de Bourbon, também conhecida como Matilde de Dampierre (em francês:  Mathilde; 1234/35 —  março ou setembro de 1262) foi suo jure senhora de Bourbon e condessa de Nevers, Auxerre e Tonnerre. Foi esposa de Eudo de Borgonha, filho mais velho de Hugo IV, Duque da Borgonha.

## Família
Matilde foi a filha primogênita de Arcambaldo IX de Bourbon, e de Iolanda de Châtillon, herdeira dos condados de Nevers, Auxerre e Tonnerre. Seus avós paternos eram Arcambaldo VIII de Bourbon e Beatriz de Montluçon. Seus avós maternos eram o conde Guido II de Saint-Pol e Inês II de Nevers, condessa de Nevers, Auxerre e Tonnerre. 
A condessa teve uma irmã, Inês de Dampierre, esposa de João de Borgonha e mãe de Beatriz de Borgonha, senhora de Bourbon.

## Biografia
Matilde e Eudo ficara noivos a partir de contrato de casamento datado em fevereiro de 1237. Eles se casaram em fevereiro de 1248. Ele era filho e herdeiro de Hugo IV, Duque da Borgonha e de sua primeira esposa, Iolanda de Dreux, condessa de Ossone. 
Em 1249, ela tornou-se senhora de Bourbon. Em 1257, ela sucedeu aos títulos de condessa de Nevers, Auxerre e Tonnerre como herdeira de sua bisavó paterna, Matilde de Courtenay.  Juntos, Matilde e Eudes governaram como senhores de Bourbon e condes de Nevers, Auxerre e Tonnerre. 
Matilde também foi baronesa de Donzy e de Perche-Gouët. 
O casal teve quatro filhas.
A condessa faleceu em março ou setembro de 1262, com cerca de 27 ou 28 anos de idade.

## Descendência
- Iolanda de Borgonha (1247/1248/49 – 2 de junho de 1280), sucessora da mãe como condessa de Nevers. Seu primeiro marido foi João Tristão da França, conde de Valois, e depois foi casada com o conde Roberto III da Flandres, com quem teve cinco filhos;
- Margarida de Borgonha (1249/50 – 5 de setembro de 1308), sucessora da mãe como condessa de Tonnerre, além de senhora de Montmirail e de Perche. Foi rainha de Sicília e Nápoles como a segunda esposa de Carlos I da Sicília;
- Adelaide da Borgonha (1251 – 1279), sucessora da mãe como condessa de Auxerre, além senhora de Saint-Aignan e de Montjay. Foi esposa do conde João I de Chalon e senhor de Rochefort, com quem teve um filho.
- Joana de Borgonha (1253 – 1271).